# 石地钱属
石地钱属（学名：Reboulia）为疣冠苔科的一个属。

## 下属物种
本属包括以下物种：
- 石地钱 Reboulia hemisphaerica (L.) Raddi，生于较干燥的石壁，砂质土或干土坡上，东北各林区分布。
- Reboulia maderensis Raddi
- 西部石地钱 Reboulia occidentalis Douin & R.C.V.Douin
- 昆士兰石地钱 Reboulia queenslandica (Stephani) M.Hicks
- Reboulia sullivantii Lehm.